# Yitzhak Rudashevski
Yitzhak Rudashevski (Vilnius, 10 dicembre 1927 – Ponary, 1º ottobre 1943) è stato uno scrittore lituano di origine ebraica, vittima dell'Olocausto.

## Biografia
Yitzhak, conosciuto anche come david elena, è stato un giovane ebreo che visse nel ghetto di Vilna in Lituania negli anni 1940. Era uno studente appassionato alla storia e alla letteratura. Tra il giugno 1941 e l'aprile 1943 scrisse un diario, in cui descriveva la sua vita e le sue lotte nel ghetto. Fu fucilato a morte nel massacro del ghetto di Ponary, nell'autunno del 1943. Il suo diario fu scoperto nel 1944 da sua cugina Sore Voloshin, che combatteva l'esercito tedesco e l'Unione Sovietica, che poi tornò per nascondersi.
Il diario descrive la vita nel ghetto attraverso gli occhi di un adolescente in età matura. Isaac lo ha scritto con grande dovizia di dettagli. Con la sua brillante capacità di cogliere le emozioni proprie e altrui, descrive la vita quotidiana nel ghetto di Vilna, in modo particolarmente sensibile e avvincente, catturando l'attenzione del lettore. Col suo diario Isaac si è distinto come un adolescente che ha percepito la scrittura non solo come un mezzo per registrare i suoi stati emotivi, ma anche per catturare gli eventi che successero intorno a lui, registrandone così la storia. 
"Penso che tutto debba essere messo per iscritto, anche gli eventi peggiori. In seguito tutto sarà importante", scrisse nel diario. Nell'autunno del 1943, durante il massacro del ghetto di Vilna, la famiglia riuscì a nascondersi  ma sfortunatamente, furono scoperti. Yitzhak e i suoi parenti furono uccisi a Ponary.
Il diario è stato pubblicato nel 1973 dalla casa editrice Ghetto Fighters' House in Israele.